# 平山洋
平山 洋（ひらやま よう、1961年〈昭和36年〉9月 - ）は、日本の哲学者・歴史学者（倫理学・日本思想史学）。学位は、博士（文学）（東北大学・1995年）。静岡県立大学国際関係学部助教。
静岡県立大学国際関係学部助手などを歴任。

## 経歴
神奈川県藤沢市出身。水産学者の家に生まれ、1980年（昭和55年）神奈川県立湘南高等学校卒業。1986年（昭和61年）慶應義塾大学文学部哲学科倫理学専攻卒業、1992年（平成4年）東北大学大学院文学研究科博士課程満期退学（日本思想史学専攻）。1992年静岡県立大学国際関係学部助手、2007年助教。1995年「西田「前期」哲学の研究」で東北大学より博士（文学）の学位を取得。1996年（平成8年）ハーバード大学ライシャワー日本学研究所客員研究員。
専門は、近代日本の思想。当初は大西祝を研究。大学院博士課程で西田幾多郎を研究対象とし、1995年に「西田「前期」哲学の研究」で博士号を取得。福澤諭吉については、慶應義塾大学で小泉仰の下で指導を受けていたが、本格的な研究を開始したのは1996年からである。

### 安川・平山論争
2001年4月21日の朝日新聞に掲載された安川寿之輔の論説「福沢諭吉 アジア蔑視広めた思想家」に、反論「福沢諭吉 アジアを蔑視していたか」（5月12日付同紙）を掲載したことで、「安川・平山論争」が始まった。
5月21日に安川は慶應義塾大学で講演をおこない、講演資料で「福沢論争 批判は事実に基づいて」という再反論を掲載した。この資料に対して、5月30日に平山は再々反論を行った。さらに、5月30日から6月26日の間に、安川と平山との間で往復で3回の意見交換が書簡で行われた。

### 『福沢諭吉の真実』の出版
その後2003年（平成15年）4月までに『福沢諭吉の真実』の原型を完成させた。この原型は西川俊作の推薦により、出版の日の目を見ることになった。この原型は新書で出版するためにページ数を3分の2にまで減らしたため、無署名論説（社説）の起筆者の推定に関する部分は割愛された。
この本は、今までの研究のすべてが依拠していた岩波書店刊行の『福沢諭吉全集』（1964年（昭和39年）完結）の編纂が、そもそもでたらめであるという認識を出発点としている。すなわち平山によれば、現在の福沢像とは、全集編纂者にして『福沢諭吉伝』（1932年（昭和7年））の著者でもあった弟子の石河幹明が、自分で執筆した新聞『時事新報』の無署名論説（社説）を、『福沢全集』（1926年（大正15年）完結）と『続福沢全集』（1934年（昭和9年）完結）に収めたことで虚構された「アジア蔑視者にして朝鮮領有や中国分割を目論んだ思想家」福沢諭吉なのである。
第2次世界大戦後の福沢批判者が依拠している、侵略的絶対主義者福沢諭吉とは、実は石河幹明自身のことにすぎない、と平山は主張する。平山の主張によれば、現行版『福沢諭吉全集』に収録されている『時事新報』掲載の無署名論説でアジア蔑視表現を含むものは、すべて石河が執筆したものであり、そこに福沢は関与していなかったことになる。しかし、平山は「『福沢諭吉の戦争論と天皇制論』の逐語的註」において、「関係がある証明は可能だが、無関与の証明などできないのである」と説明しているように、石河が関与したことは文章に含まれる語彙や言い回しなどの特徴で証明することは可能だが、そこに福沢が関与していなかったことを証明するのは難しいと考えられる。

## 著作
詳細は平山洋研究業績一覧を参照。

### 単著
- 『大西祝とその時代』日本図書センター、1989年7月。ISBN 4-8205-4002-5。
- 『西田哲学の再構築 その成立過程と比較思想』ミネルヴァ書房〈Minerva21世紀ライブラリー 36〉、1997年5月15日。ISBN 4-623-02735-X。
- 『福沢諭吉の真実』文藝春秋〈文春新書394〉、2004年8月20日。ISBN 4-16-660394-9。
- 『福澤諭吉 文明の政治には六つの要訣あり』ミネルヴァ書房〈ミネルヴァ日本評伝選〉、2008年5月10日。ISBN 978-4-623-05166-3。
- 『諭吉の流儀 『福翁自伝』を読む』PHP研究所、2009年5月。ISBN 978-4-569-70941-3。ASIN 4569709419
- 『アジア独立論者 福沢諭吉 脱亜論・朝鮮滅亡論・尊王論をめぐって』ミネルヴァ書房〈シリーズ・人と文化の探究 8〉、2012年7月20日。ISBN 978-4-623-06346-8。
- 『「福沢諭吉」とは誰か 先祖考から社説真偽判定まで』ミネルヴァ書房〈MINERVA歴史・文化ライブラリー 32〉、2017年11月30日。ISBN 978-4-623-08069-4。
- 『時事新報社主福沢諭吉　社説起草者判定による論客の真実』法律文化社、2022年11月10日。ISBN 978-4-589-04237-8。

### 共編訳書
- 『季刊 日本思想史 第61号 アメリカの日本研究 現在・未来』日本思想史懇話会 訳、ぺりかん社、2002年8月。ISBN 4-8315-1016-5。
- 佐藤弘夫編集委員代表 編『概説 日本思想史』ミネルヴァ書房、2005年4月。ISBN 4-623-04303-7。

### 論文
平山の公式サイトで全文が公開されているものを挙げる。
- 「大西祝「進化論的理想説」の源流」（PDF）『日本思想史学』第20号、日本思想史学会、1988年9月、pp. 95-107。
- 源了円・玉懸博之共編 編「朝鮮総督府の宗教政策」『国家と宗教 日本思想史論集』（PDF）思文閣出版、1992年3月、pp. 491-512頁。ISBN 4-7842-0702-3。
- 「日本における自然と人間―その倫理的考察―」（PDF）『哲学の探求』第20号、全国若手哲学研究者ゼミナール、1992年12月、pp. 22-32。
- 玉懸博之編 編「福沢諭吉における拝外と排外」『日本思想史 その普遍と特殊』（PDF）ぺりかん社、1997年7月、pp. 449-464頁。ISBN 4-8315-0787-3。
- 西洋思想受容研究会 編 編「福澤諭吉の西洋理解と「脱亜論」」『西洋思想の日本的展開 福沢諭吉からジョン・ロールズまで』慶應義塾大学出版会、2002年9月10日、pp. 34-53頁。ISBN 4-7664-0951-5。
- 石毛忠編 編「なぜ『修業立志編』は『福沢全集』に収録されていないのか」『伝統と革新 日本思想史の探究』ぺりかん社、2004年3月、pp. 217-235頁。ISBN 4-8315-1067-X。 -
- 中嶋嶺雄編 編「福沢諭吉は『アジア侵略論』者と言われたら」『歴史の嘘を見破る 日中近現代史の争点35』文藝春秋〈文春新書〉、2006年5月、pp. 34-39頁。ISBN 4-16-660504-6。
- 「誰が『尊王論』を書いたのか？」『国際関係比較文化研究』第2号、静岡県立大学、2007年3月、pp. 67-100。
- 「平和思想は世界平和に貢献したか？」『比較思想研究』第34号、比較思想学会、2008年3月、pp. 30-36。
- 「『学問のすすめ』と『文明論之概略』」『近代日本研究』第25号、慶應義塾福沢研究センター、2008年11月、pp. 97-123。

### インタビュー
- 「東谷暁インタビュー： 平山洋 福沢諭吉「脱亜論」の真実」『表現者』第3号、イプシロン出版企画・編集部西部邁事務所、2005年11月1日、64-79頁。
- “特集インタビュー 「福沢諭吉の真実」の著者 平山洋氏に聞く”. 慶應キャンパス新聞. (2005年6月10日).  オリジナルの2005年12月12日時点におけるアーカイブ。 2014年3月8日閲覧。 {{cite news}}: |archive-date=と|archive-url=の日付が異なります。（もしかして：2005年12月21日） (説明)⚠

## 関連文献
- 慶應義塾大学出版会｜慶應義塾・福澤諭吉|ウェブでしか読めない|時事新報史
  - 「第9回：『時事新報』論説をめぐって(1) ～論説執筆者認定論争～」
  - 「第10回：『時事新報』論説をめぐって(2) ～「我輩」は『時事新報』である～」
- 政治学 / 政治思想の研究動向 : 政治思想 / 単行本（米原謙大阪大学教授の書評）